# علاج الرجفان الأذيني
يركز علاج الرجفان الأذيني على الوقاية من الاضطراب الدوراني المؤقت والسكتة الدماغية والأحداث الإقفارية الأخرى. تستخدم العلاجات الضابطة لمعدل ضربات القلب والنظم للوقاية من الاضطراب الدوراني بشكل رئيسي، بينما تستخدم مضادات التخثر لتقليل خطر الإصابة بالسكتة الدماغية، ويشار إلى الأخير بمجال الوقاية من السكتة الدماغية في الرجفان الأذيني. قد يلجأ المسعفون لتقويم النظم الكهربائي في حالات الطوارئ عندما يكون انهيار الدورة الدموية وشيكًا بسبب زيادة سرعة ضربات القلب.
يعتمد علاج الرجفان الأذيني بشكل رئيسي على مدة الرجفان ووجود اضطراب دوراني. يجرى التقويم الكهربائي للنظم في حالات الرجفان الأذيني حديث البدء (أقل من 48 ساعة) مع وجود دليل على اضطراب دوراني. تصبح دراسة الفسيولوجيا الكهربائية للقلب مع استئصال المسارات الكهربائية الشاذة أمرًا ضروريًا، عندما لا يتمكن الأطباء من ضبط النظم والسرعة بالأدوية والتقويم الكهربائي.
يصنف مقياس جمعية نظم القلب الأوروبية للرجفان الأذيني المرضى بالاعتماد على مدى إعاقة المرض لنشاطهم البدني.

## مضادات التخثر الدموي
يرتفع خطر الإصابة بالسكتة الدماغية لدى معظم مرضى الرجفان الأذيني، وقد يستثنى من ذلك المصابون بالرجفان الأذيني المعزول الذي يصيب أعمار أقل من 60 سنة ولا يترافق بموجودات سريرية أو صدوية لأمراض قلبية وعائية أخرى كارتفاع ضغط الدم مثلًا أو أمراض رئوية أو تشوهات قلبية كتضخم الأذين الأيسر مثلًا. يتراوح معدل حدوث السكتة الدماغية المرتبطة بالرجفان الأذيني بين 3- 5 % سنويًا بغياب مضادات التخثر، وهو أعلى من معدل حدوثها لدى عموم السكان الذين لا يعانون من الرجفان الأذيني (الخطر النسبي 2.4 عند الرجال و3.0 في النساء). خلصت مراجعة منهجية لعوامل خطر السكتة الدماغية لدى المرضى الذين يعانون من الرجفان الأذيني غير الصمامي إلى أن التاريخ السابق للسكتة الدماغية أو النشبة الدماغية العابرة هو أقوى عامل خطر مؤهب للسكتة الدماغية في المستقبل، يليه تقدم العمر وارتفاع ضغط الدم ومرض السكري. يكون خطر السكتة الدماغية منخفض جدًا في حالات الرجفان الأذيني المعزول، ولا يرتبط بنوع الرجفان سواء كان نوبة معزولة أو انتيابي أو مستمر أو دائم. يعتمد خطر الانصمام الجهازي (انتقال الخثرات الأذينية إلى أعضاء أخرى) بشدة على وجود مشكلة هيكلية أساسية في القلب (كتضيق الصمام التاجي مثلًا) وعلى وجود عوامل خطر أخرى مثل مرض السكري وارتفاع ضغط الدم. أخيرًا، يقل خطر الانصمام لدى من تقل أعمارهم عن 65 عام مقارنة بمن تزيد أعمارهم عن 75 عام. قد تتفوق احتمالات النزف على الفوائد المضادة للتخثر عند استخدام مميعات الدم لدى صغار السن منخفضي عوامل الخطر دون وجود خلل بنيوي في القلب. قد يستفيد الأشخاص المعرضون لخطر سكتة دماغية منخفض من مضادات التخثر الخفيفة (ومنخفضة الخطورة) كالأسبرين (أو الكلوبيدوغريل في حال التحسس على الأسبرين). في المقابل، يستفيد المعرضون لارتفاع خطر الإصابة بالسكتة الدماغية من العلاج بالوارفارين أو الأدوية المماثلة. ظهرت مؤخرًا فئة جديدة من الأدوية المضادة للتخثر، وهي مثبطات الثرومبين المباشرة -كالدابيغاتران- الفعالة في علاج مضاعفات الرجفان الأذيني غير الصمامي المزمن.
توصي إرشادات المعهد الوطني للصحة وجودة الرعاية في المملكة المتحدة باستخدام قواعد التنبؤ السريري لهذا الغرض. يعتبر مقياس CHADS2 وسيلة تنبؤية بسيطة ومقبولة لتحديد خطر السكتة الدماغية، وبالتالي يساعدنا في تحديد من يعالج بالوارفرين ومن لا يحتاج إلى ذلك. يحدد المقياس النقاط (بإجمالي 0-6) اعتمادًا على وجود أو عدم وجود أمراض مصاحبة كارتفاع ضغط الدم والسكري. قارن الباحثون بين سبعة قواعد تنبؤية، ليجدوا أن مقياس CHADS2 الأفضل بينهم مع أداء مماثل للقواعد التنبؤية التابعة لفرامنغهام ودراسات الوقاية من السكتة الدماغية في الرجفان الأذيني.
تعتمد إستراتيجية العلاج التالية على مقياس CHADS2:
| مقياس CHADS2 | الخطر          | مضاد التخثر                              | ملاحظات |
| 0            | منخفض          | أسبرين                                   | الجرعة 325 مع/ اليوم، ولكن قد تملك الجرعات الأقل نفس الفعالية. |
| 1            | متوسط          | أسبرين أو وارفارين أو مضاد تخثر فموي آخر | يستخدم الأسبرين يوميًا أو استخدام الوارفرين لرفع قيمة INR إلى المجال بين 2.0–3.0 اعتمادًا على عوامل مختلفة كتفضيل المريض لدواء دون الآخر مثلًا.                         |
| ≥ 2          | متوسط أو مرتفع | وارفرين أو مضاد تخثر فموي آخر            | استخدام الوارفرين لرفع قيمة INR إلى المجال بين 2.0–3.0 ما لم يوجد مضاد استطباب (كوجود قصة سقوط متكرر أو نزف هضمي هام سريريًا أو عدم القدرة على معايرة INR بشكل دوري). |

أوصت إرشادات الجمعية الأوروبية لأمراض القلب لعام 2010 باتباع نهج قائم على عوامل الخطر للوقاية من السكتة الدماغية، وقللت أهمية التقسيم الصنعي لعوامل الخطر إلى منخفضة/ متوسطة/ مرتفعة نظرًا إلى انخفاض القيمة التنبؤية لهذه الفئات الثلاث. أوصت إرشادات الجمعية الأوروبية لأمراض القلب باستخدام مقياس CHA2DS2-VASc الذي يأخذ بعين الاعتبار قصور القلب الاحتقاني وارتفاع ضغط الدم وعمر ≥ 75 عام (نقطتين) والسكري والسكتة الدماغية (نقطتين) والأمراض الوعائية وعمر 65– 74 عام ونوع الجنس. يعتبر المقياس الجديد أكثر شمولية لعوامل خطر السكتة الدماغية من المقياس السابق، وهو مدعوم من قبل دراسات حشدية كبيرة أخرى.
استخدمت أحدث الدراسات التصديق بيانات واسعة النطاق ضمت 73538 مريض مشفى مصاب بالرجفان الأذيني وغير معالج بمضادات التخثر في الدنمارك. كان معدل الانصمام الخثاري لكل 100 شخص 1.67 سنويًا (95٪ فاصل الثقة 1.47 إلى 1.89) باستخدام CHADS2 و0.78 (0.58 إلى 1.04) باستخدام CHA2DS2-VASc في متابعة استمرت سنة واحدة. توقع مقياس CHA2DS2-VASc المرضى منخفضي الخطورة بشكل أفضل من مقياس CHADS2. قدرت إحصائيات التوافق خلال متابعة امتدت 10 سنوات وسطيًا قيمة 0.812 (0.796 إلى 0.827) باستخدام مقياس CHADS2 و0.888 (0.875 إلى 0.900) باستخدام مقياس CHA2DS2-VASc. أشارت النتائج إلى تفوق مقياس CHA2DS2-VASc على مقياس CHADS2 في التنبؤ بالمرضى عالي الخطورة.
يتطلب ارتفاع خطر الإصابة بالسكتة الدماغية إعطاء مضادات التخثر. ومع ذلك، تتفوق المخاطر المرتبطة بتناول الوارفارين على خطر الإصابة بالسكتة دماغية من الرجفان الأذيني في حال كان الخطر سنوي للإصابة بسكتة دماغية أقل من 2٪. ومع ذلك، تعتبر هذه البيانات قديمة، فقد ارتفع الإدراك العام لأهمية التحكم الجيد بمضادات التخثر (كالبقاء ضمن النطاق العلاجي) بالإضافة إلى زيادة الوعي بعوامل الخطر المؤهبة للنزف. كذلك، أظهرت التجارب الحديثة أن الأسبرين يحمل كما الوارفرين معدل مماثل للنزف الشديد خاصةً عند كبار السن.
أوصت أحدث إرشادات الجمعية الأوروبية لأمراض القلب باستخدام مقياس HAS-BLED لتقييم خطر النزف وفق عملية حسابية بسيطة وسهلة. يأخذ المقياس بعين الاعتبار ارتفاع ضغط الدم واضطراب وظائف الكلى/ الكبد والسكتة الدماغية وقصة سابقة لحدوث نزف أو الأهبة للنزف وقيمة النسبة المعيارية الدولية والعمر المتقدم والاستخدام المتزامن للكحول والمخدرات. تشير الدرجة ≥ 3 إلى خطورة عالية؛ أي يحتاج المريض الذي يحققها مراقبة لصيقة ومراجعة منتظمة. أثبتت فعالية مقياس HAS-BLED في تجربة حشدية مكونة من 7329 مريض يعاني من الرجفان الأذيني ومعالج بمضادات التخثر. وفر مقياس HAS-BLED قدرة تنبؤية أفضل لخطر النزف مقارنةً بالمقاييس الأخرى ذلك بالإضافة إلى سهولة تطبيقه. تتوفر حاليًا مضادات تخثر حديثة تتفوق على الوارفرين وعوائق استخدامه (وقد تكون أكثر أمانًا منه). قد يساعد ذلك في استخدام مضادات تخثر فموية أخرى للوقاية من السكتة الدماغية لدى مرضى الرجفان الأذيني.
يترافق الرجفان الأذيني المرتبط بتضيق الصمام التاجي بارتفاع خطر السكتة الدماغية بمقدار سبعة عشر ضعف.